# Ангелікі Іліаді
Ангелікі Іліаді (грец. Αγγελική Ηλιάδη, народилася 16 вересня  1977 року, Афіни, Греція) — грецька співачка.

## Біографія
Ангелікі Іліаді народилася в 1977 році в Афінах. Змалку захоплювалася народною піснею. Вчителем Ангеліки була її бабуся, видатна виконавиця грецької популярної музики, Кеті Грей.
У перший раз вийшла на велику сцену в 1995 році в клубі «Posidonio» в Афінах, де виступала разом з Ангелос і Стеліос Діонісіу. З тих пір Іліаді співпрацює з багатьма грецькими виконавцями, такими як Нотіс Сфакіанакіс, Герасімос Андреатос, Пітса Пападопулу, Деспіна Ванді, Наташа Феодоріду та інші.
21 грудня 2011 року Іліаді виступала разом з  Константіносом Галаносом і  Костасом Карафотісом у святковому  Різдвяному шоу компанії Heaven Music.
Взимку 2011–2012 року співпрацює з Нотісом Сфакіанакісом в клубі «Священний Шлях» («Ιερά Οδό») в Афінах, з 20 квітня 2012 року вони почали спільні виступи в  Салоніках в «Odeon». З 17 серпня 2012 року Іліаді виступає в клубі Politia Live Clubbing в Салоніках зі спільною програмою з  Антонісом Ремосом. Взимку 2012—2013 року Іліаді виступає на сцені Diogenis Studio разом з  Сакісом Рувасом та гуртом Melisses.

## Дискографія

### Студійні альбоми
- 2003  — "Τη Μοναξιά Φοβάμαι"
- 2004  — "Ένα Χρόνο Μαζί"
- 2005  — "Τώρα Τι Θες"
- 2006  — "Απόφαση Καρδιάς"
- 2007  — "Ποτέ Δεν Έφυγες"
- 2009  — "Εγώ Μιλάω Με Την Καρδιά Μου"
- 2010  — "Χαμόγελώ"
- 2011  — "Με Την Αγάπη Τα 'Χω Βάλει"

### Колекціиний збірник
- 2010  — "Χαμόγελώ Και Προχωράω"

### Кавер-версії
- 2012  — "Μια Γυναίκα Μόνο Ξέρει"

### Дуети
- 1996  — «"Πονάνε"» (спільно з Кеті Грей)
- 2007  — «"Μη Ζητήσεις Συγνώμη"» (за уч. Васілісом Каррасом)
- 2015  — «"Μόνο Αυτό Ζητώ"» (спільно з Oge)
- 2014  — «"Όταν Όλα Θα Καίγονται"» (за уч. Паріс)

### Сингли
- 2012  — "Τραυματισμένε Μου Έρωτα"
- 2012  — "Μαγκιά Μου"
- 2013  — "Τα Παραπονά Μου"
- 2013  — "1000 Και 1 Νύχτες"
- 2013  — "Κάτι Άντρες Παιδιά"
- 2015  — "Θα Ζήσω Για Μένα"
- 2016  — "Έλα Και Πάρε Με"
- 2017  — "Όνειρα Σπασμένα"
- 2018  — "Μαζί Σου Πετάω"
- 2018  — "Βουτιά Στο Κενό"
- 2021  — "Έναν Αύγουστο"
- 2022  — "Με Τα Μάτια Σου Το Λέω"
- 2023  — "Κοίτα Με"